# Коропо
Коропо (Coropó, Koropó) — мёртвый язык, раньше был распространён в штате Минас-Жерайс, Эспириту-Санто и близлежащих штатах в Бразилии. Коропо тесно связан с языком пури.